# بيرو كاميرون
بيرو كاميرون (بالإنجليزية: Pero Cameron)‏ مواليد 5 يونيو 1974، هو لاعب كرة سلة نيوزلندي بدأ مسيرته الاحترافية في سنة 1992. مثّل منتخب بلاده. شارك في مسابقة كرة السلة في الألعاب الأولمبية الصيفية. اعتزل اللعب في 2010.

## فرق لعب لها
- تشيشير فونيكس
- نيو زيلاند بريكرز
- بانفيت لكرة السلة

## الميداليات
| الميدالية | المسابقة                  |
| --------- | ------------------------- |
| فضية      | دورة ألعاب الكومنولث 2006 |

## روابط خارجية
- بيرو كاميرون على موقع الاتحاد الدولي لكرة السلة (الإنجليزية)
- بيرو كاميرون على موقع كرة السلة الأوروبية.كوم (الإنجليزية)
- بيرو كاميرون على موقع ريلجم (الإنجليزية)
- بيرو كاميرون على موقع بروبوليرز (الإنجليزية)
- بيرو كاميرون على موقع سبورتس رفرنس (الإنجليزية)
- بيرو كاميرون على موقع اللجنة الأولمبية الدولية (الإنجليزية)
- بيرو كاميرون على موقع أوليمبيديا (الإنجليزية)
- بيرو كاميرون على موقع اللجنة الأولمبية النيوزيلندية (الإنجليزية)
- بيرو كاميرون على موقع اتحاد ألعاب الكومنولث (مؤرشف) (الإنجليزية)
- بيرو كاميرون على موقع دورة ألعاب الكومنولث 2006 (مؤرشف) (الإنجليزية)